# Ивановский (Пензенская область)
Ивановский — бывший посёлок Кировского сельсовета Сердобского района Пензенской области. На 1 января 2004 года — 2 хозяйства, 3 жителя.

## География
Посёлок расположен на севере Сердобского района. Расстояние до районного центра город Сердобск — 38 км.

## История
По исследованиям историка — краеведа Полубоярова М. С., посёлок основан между 1926 и 1938 годами, в 1955 году — в Свищёвском районе Пензенской области, после упразднения которого в 1959 году передан в Сердобский район.. С 1 января 2015 года посёлок Ивановский исключён из учётных данных административно-территориального устройства Пензенской области как прекративший своё существование в связи с отсутствием зарегистрированного населения.

## Численность населения
| год                | 1938 | 1959 | 1979 | 1989 | 1996 | 2004 |
| ------------------ | ---- | ---- | ---- | ---- | ---- | ---- |
| количество жителей | 54   | 176  | 153  | 72   | 31   | 3    |

## Улицы
- Центральная.